# Лерна (Илиноис)
Лерна (енгл. Lerna) град је у америчкој савезној држави Илиноис.

## Демографија
По попису из 2010. године број становника је 286, што је 36 (-11,2%) становника мање него 2000. године.
| Група             | 2000.       | 2010.       |
| Белци             | 316 (98,1%) | 267 (93,4%) |
| Афроамериканци    | 0 (0,0%)    | 0 (0,0%)    |
| Азијати           | 0 (0,0%)    | 2 (0,7%)    |
| Хиспаноамериканци | 2 (0,6%)    | 8 (2,8%)    |
| Укупно            | 322         | 286         |